# Tante Tut fra Paris
Tante Tut fra Paris er en dansk film fra 1956, skrevet og instrueret af Peer Guldbrandsen.

## Medvirkende
- Ellen Gottschalch
- Mogens Wieth
- Lily Weiding
- Henning Moritzen
- Helle Virkner
- Jakob Nielsen
- Preben Lerdorff Rye
- Aage Winther-Jørgensen
- Else Jarlbak
- Jørgen Ryg